# Maja Savić (pallavolista)
Maja Savić (Valjevo, 14 agosto 1993) è una pallavolista serba, centrale del PTT.

## Carriera

### Club
Maja Savić si forma sportivamente iniziando a giocare nel 2005 con il Srbijanka Valjevo, fino ad approdare nel 2008 al Vizura, col quale debutta in Superliga nel corso della stagione 2011-12 e in quattro anni si aggiudica due scudetti, due supercoppe serbe e una Coppa di Serbia. 
In seguito si trasferisce al club polacco del Muszyna per disputare la Liga Siatkówki Kobiet 2015-16, rimanendovi per tre annate. Fa quindi ritorno in patria con lo Železničar Lajkovac per la stagione 2018-19, vincendo il suo terzo titolo nazionale e la Coppa di Serbia.
Nel campionato 2019-20 passa alla squadra rumena della Dinamo Bucarest, impegnata in Divizia A1, mentre nel campionato seguente rientra in forza al club di Lajkovac, vincendo ancora una coppa nazionale. Nell'annata 2021-22 gioca nuovamente all'estero, approdando nella 1. Bundesliga tedesca, dove veste la maglia del Potsdam per due annate, conquistando una Supercoppa tedesca. 
Si trasferisce in Turchia per il campionato 2023-24, difendo i colori del PTT, in Sultanlar Ligi.

### Nazionale
Viene selezionata nella nazionale under 18 conquistando due medaglie d'argento al campionato europeo 2009 e al campionato mondiale 2009; con l'under 19 ottiene un altro secondo posto al campionato europeo 2010.
Debutta in nazionale maggiore in occasione dell'European League 2013, mentre in seguito prende parte ai I Giochi europei, vincendo la medaglia di bronzo.

## Palmarès

### Club
- Campionato serbo: 3

2013-14, 2014-15, 2018-19
- Coppa di Serbia: 3

2014-15, 2018-19, 2020-21
- Supercoppa serba: 2

2013, 2014
- Supercoppa tedesca: 1

2022

### Nazionale (competizioni minori)
- Campionato europeo under 18 2009
- Campionato mondiale under 18 2009
- Campionato europeo under 19 2010
- Giochi europei 2015